# Cuverville-sur-Yères
Cuverville-sur-Yères is een gemeente in het Franse departement Seine-Maritime (regio Normandië) en telt 215 inwoners (2005). De plaats maakt deel uit van het arrondissement Dieppe.

## Geografie
De oppervlakte van Cuverville-sur-Yères bedraagt 11,1 km², de bevolkingsdichtheid is 19,4 inwoners per km².
De onderstaande kaart toont de ligging van Cuverville-sur-Yères met de belangrijkste infrastructuur en aangrenzende gemeenten.

## Demografie
Onderstaande figuur toont het verloop van het inwonertal (bron: INSEE-tellingen).